# Cheilosia sera
Cheilosia sera är en tvåvingeart som beskrevs av Barkalov 1999. Cheilosia sera ingår i släktet örtblomflugor, och familjen blomflugor. Inga underarter finns listade i Catalogue of Life.